# 須磨浦公園駅
須磨浦公園駅（すまうらこうえんえき）は、兵庫県神戸市須磨区一ノ谷町五丁目にある、山陽電気鉄道の駅。

## 乗り入れ路線
- 山陽電気鉄道
  - 本線 - 駅番号はSY 07
  - 須磨浦ロープウェイ

阪神電気鉄道本線の特急（一部を除く）は当駅で折り返す。かつては阪急電鉄神戸本線の列車（主に特急）も当駅まで乗り入れていた。

## 歴史
戦前は須磨 - 当駅間に一ノ谷駅と敦盛塚駅が設けられていた。前者は1910年（明治43年）7月11日に開業したが、1943年（昭和18年）11月20日に休止し、1946年（昭和21年）8月3日に廃止された。後者は1913年（大正2年）5月11日に開業したが、1945年（昭和20年）7月20日の休止後、須磨浦公園駅の通年営業化に合わせて1948年（昭和23年）10月1日に廃止されている。

### 年表
- 1947年（昭和22年）10月1日：敦盛塚駅に代わる臨時駅として開業[2]。
- 1948年（昭和23年）9月30日：通常駅に昇格[2]。
- 1957年（昭和32年）9月18日：300 m東の現在位置に移築[2]。同時に須磨浦ロープウェイ開業、接続駅となる[2]。
- 1968年（昭和43年）
  - 2月：駅西側に折り返し線設置[2]。
  - 4月7日：神戸高速鉄道開業により、阪神・阪急電鉄からの乗り入れ列車の終端駅となる。
- 1989年（平成元年）7月5日：須磨浦ロープウェイが須磨浦遊園株式会社に移管。両社の接続駅となる。
- 1995年（平成7年）
  - 1月17日：阪神・淡路大震災で山陽電鉄本線が不通となり、当駅も一時営業中止[3]。
  - 4月18日：山陽須磨 – 当駅間運転に伴い営業再開[4]。
  - 6月16日：当駅 – 滝の茶屋間運転再開[5]。
- 1998年（平成10年）2月14日：阪急神戸本線の列車の乗り入れを終了。
- 2019年（令和元年）12月1日：須磨浦ロープウェイが山陽電気鉄道に再度移管。当駅は再び山陽電気鉄道の単独駅となる。
- 2020年（令和2年）11月4日：須磨浦ロープウェイがリニューアル工事のため営業休止。
- 2021年（令和3年）3月25日：須磨浦ロープウェイが営業再開。

## 駅構造
本線は相対式2面2線のホームをもつ地上駅。駅舎は姫路方面行ホーム側にあり、反対側の神戸方面行ホームへは地下道で連絡している。基本的に窓口は無人化されているが、行楽時やイベント等の時には臨時で配置されることもある。山陽塩屋駅方に引上線があり、当駅で折り返す阪神特急・神戸方面からの山陽普通（数本のみ）が使用する。駅構内（改札外）に売店（フレンズショップでなく、須磨浦遊園が運営）があり、飲料や菓子、関連グッズなどを販売している。なお、近隣にコンビニエンスストアなどは無く、須磨浦山上遊園内の軽食の販売のみである。
姫路側には引上線の分岐があるが、本線側が分岐側になっている関係で通過列車は70 km/hの速度制限がかかる。また当駅～山陽塩屋駅間は海岸線沿いを走るのでこの区間はカーブが多い。
須磨浦ロープウェイは頭端式ホーム1面2線を持ち、階段状になっており、本線ホームをオーバークロスしている。
本線の駅と須磨浦ロープウェイの駅は隣接している。同一事業者線ながら改札外乗り換えとなっている。

### のりば
| 南側 | 本線 | 下り | 明石・姫路方面     |
| 北側 | 本線 | 上り | 神戸三宮・梅田方面 |

※のりば番号は設定されず「下り線」「上り線」と呼称される。

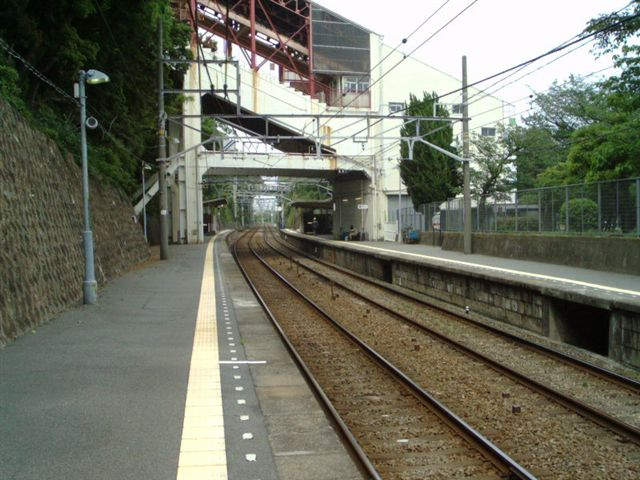
ホーム（2006年6月）

## 利用状況

### 本線
1日あたりの乗車人員 342人（2022年度）
下記に示すように山陽電鉄全49駅中最も利用客が少ない。元々行楽駅であること、それに南北を海と山に挟まれた地形もあいまって、人家は駅の北東側に僅かにあるだけである。行楽客が利用客の大半を占めることから、当駅の定期券利用者は僅かな近隣住民と須磨浦遊園従業員など、全体の2～3割程度である。同様の傾向は須磨寺駅でも見られる。
以下に各年の乗車人員を示す。

#### 昭和・平成
| 昭和・平成 | 昭和・平成   | 昭和・平成   | 昭和・平成   | 昭和・平成      | 昭和・平成      | 昭和・平成      | 昭和・平成      | 昭和・平成 | 昭和・平成 | 昭和・平成 | 昭和・平成 | 昭和・平成 | 昭和・平成 |
| 年度       | 乗車人員総数 | 乗車人員総数 | 乗車人員総数 | 内 定期利用者数 | 内 定期利用者数 | 内 定期利用者数 | 内 定期利用者数 | 出典       | 出典       | 出典       | 出典       | 出典       | 出典       |
| 年度       | 人/日        | 増減         | 順位         | 人/日           | 増減            | 利用率          | 順位            | 神         | 明         | 播         | 加         | 高         | 姫         |
| ---------- | ------------ | ------------ | ------------ | --------------- | --------------- | --------------- | --------------- | ---------- | ---------- | ---------- | ---------- | ---------- | ---------- |
| 1969(S44)  | 1,439        |              |              | 295             |                 | 20.49%          |                 | [ 神 2 ]   |            |            |            |            |            |
| 1970(S45)  | 1,364        | -5.15%       |              | 300             | 1.73%           | 21.98%          |                 | [ 神 2 ]   |            |            |            |            |            |
| 1971(S46)  | 1,454        | 6.57%        |              | 317             | 5.58%           | 21.77%          |                 | [ 神 2 ]   |            |            |            |            |            |
| 1972(S47)  | 1,438        | -1.14%       |              | 367             | 15.78%          | 25.50%          |                 | [ 神 2 ]   |            |            |            |            |            |
| 1973(S48)  | 1,498        | 4.21%        |              | 369             | 0.75%           | 24.65%          |                 | [ 神 2 ]   |            |            |            |            |            |
| 1974(S49)  | 1,526        | 1.87%        |              | 395             | 6.90%           | 25.87%          |                 | [ 神 2 ]   |            |            |            |            |            |
| 1975(S50)  | 1,512        | -0.92%       |              | 392             | -0.69%          | 25.93%          |                 | [ 神 2 ]   |            |            |            |            |            |
| 1976(S51)  | 1,526        | 0.91%        |              | 428             | 9.22%           | 28.07%          |                 | [ 神 2 ]   |            |            |            |            |            |
| 1977(S52)  | 1,562        | 2.41%        |              | 453             | 5.76%           | 28.98%          |                 | [ 神 3 ]   |            |            |            |            |            |
| 1978(S53)  | 1,432        | -8.38%       | 47/48        | 395             | -12.76%         | 27.60%          |                 | [ 神 3 ]   | [ 明 1 ]   | [ 播 1 ]   | [ 加 1 ]   | [ 高 1 ]   | [ 姫 1 ]   |
| 1979(S54)  | 1,447        | 1.09%        | 47/48        | 366             | -7.35%          | 25.29%          |                 | [ 神 3 ]   | [ 明 2 ]   | [ 播 1 ]   | [ 加 1 ]   | [ 高 1 ]   | [ 姫 2 ]   |
| 1980(S55)  | 1,385        | -4.30%       | 47/48        | 335             | -8.46%          | 24.19%          |                 | [ 神 3 ]   | [ 明 3 ]   | [ 播 1 ]   | [ 加 1 ]   | [ 高 1 ]   | [ 姫 2 ]   |
| 1981(S56)  | 1,368        | -1.19%       | 47/48        | 322             | -3.92%          | 23.52%          |                 | [ 神 3 ]   | [ 明 4 ]   | [ 播 2 ]   | [ 加 2 ]   | [ 高 1 ]   | [ 姫 2 ]   |
| 1982(S57)  | 1,307        | -4.50%       | 47/48        | 293             | -8.94%          | 22.43%          |                 | [ 神 4 ]   | [ 明 5 ]   | [ 播 2 ]   | [ 加 2 ]   | [ 高 2 ]   | [ 姫 2 ]   |
| 1983(S58)  | 1,252        | -4.19%       | 47/48        | 323             | 10.28%          | 25.82%          |                 | [ 神 4 ]   | [ 明 5 ]   | [ 播 2 ]   | [ 加 2 ]   | [ 高 3 ]   | [ 姫 2 ]   |
| 1984(S59)  | 1,230        | -1.75%       | 47/48        | 334             | 3.39%           | 27.17%          |                 | [ 神 4 ]   | [ 明 5 ]   | [ 播 2 ]   | [ 加 2 ]   | [ 高 3 ]   | [ 姫 3 ]   |
| 1985(S60)  | 1,156        | -6.01%       | 45/48        | 329             | -1.64%          | 28.44%          |                 | [ 神 4 ]   | [ 明 5 ]   | [ 播 2 ]   | [ 加 2 ]   | [ 高 3 ]   | [ 姫 3 ]   |
| 1986(S61)  | 1,079        | -6.64%       | 45/48        | 247             | -25.00%         | 22.84%          |                 | [ 神 4 ]   | [ 明 5 ]   | [ 播 2 ]   | [ 加 3 ]   | [ 高 3 ]   | [ 姫 3 ]   |
| 1987(S62)  | 1,030        | -4.57%       | 46/48        | 238             | -3.33%          | 23.14%          |                 | [ 神 5 ]   | [ 明 6 ]   | [ 播 2 ]   | [ 加 3 ]   | [ 高 3 ]   | [ 姫 3 ]   |
| 1988(S63)  | 970          | -5.85%       | 46/48        | 227             | -4.60%          | 23.45%          |                 | [ 神 5 ]   | [ 明 6 ]   | [ 播 2 ]   | [ 加 3 ]   | [ 高 3 ]   | [ 姫 4 ]   |
| 1989(H01)  | 942          | -2.82%       |              | 214             | -6.02%          | 22.67%          |                 | [ 神 5 ]   | [ 明 6 ]   | [ 播 2 ]   | [ 加 3 ]   | [ 高 4 ]   | [ 姫 4 ]   |
| 1990(H02)  | 858          | -9.01%       | 48/48        | 203             | -5.13%          | 23.64%          |                 | [ 神 5 ]   | [ 明 6 ]   | [ 播 3 ]   | [ 加 3 ]   | [ 高 4 ]   | [ 姫 4 ]   |
| 1991(H03)  | 882          | 2.88%        |              | 192             | -5.41%          | 21.74%          |                 | [ 神 5 ]   | [ 明 7 ]   | [ 播 3 ]   | [ 加 4 ]   | [ 高 4 ]   | [ 姫 4 ]   |
| 1992(H04)  | 882          | 0.00%        | 47/48        | 200             | 4.29%           | 22.67%          |                 | [ 神 6 ]   | [ 明 7 ]   | [ 播 4 ]   | [ 加 4 ]   | [ 高 4 ]   | [ 姫 4 ]   |
| 1993(H05)  | 838          | -4.97%       | 47/48        | 189             | -5.48%          | 22.55%          |                 | [ 神 6 ]   | [ 明 7 ]   | [ 播 4 ]   | [ 加 4 ]   | [ 高 5 ]   | [ 姫 5 ]   |
| 1994(H06)  | 715          | -14.71%      | 47/48        |                 |                 |                 |                 | [ 神 6 ]   | [ 明 7 ]   | [ 播 4 ]   | [ 加 4 ]   | [ 高 5 ]   | [ 姫 5 ]   |
| 1995(H07)  | 496          | -30.65%      | 47/48        | 96              |                 | 19.34%          |                 | [ 神 6 ]   | [ 明 7 ]   | [ 播 4 ]   | [ 加 5 ]   | [ 高 5 ]   | [ 姫 5 ]   |
| 1996(H08)  | 710          | 43.09%       | 47/48        | 156             | 62.86%          | 22.01%          |                 | [ 神 6 ]   | [ 明 8 ]   | [ 播 4 ]   | [ 加 5 ]   | [ 高 5 ]   | [ 姫 5 ]   |
| 1997(H09)  | 644          | -9.27%       | 48/48        | 156             | 0.00%           | 24.26%          |                 | [ 神 7 ]   | [ 明 8 ]   | [ 播 4 ]   | [ 加 5 ]   | [ 高 6 ]   | [ 姫 5 ]   |
| 1998(H10)  | 608          | -5.53%       | 48/48        | 153             | -1.75%          | 25.23%          |                 | [ 神 7 ]   | [ 明 8 ]   | [ 播 4 ]   | [ 加 5 ]   | [ 高 6 ]   | [ 姫 6 ]   |
| 1999(H11)  | 548          | -9.91%       | 48/48        | 137             | -10.71%         | 25.00%          |                 | [ 神 7 ]   | [ 明 8 ]   | [ 播 4 ]   | [ 加 5 ]   | [ 高 6 ]   | [ 姫 6 ]   |
| 2000(H12)  | 518          | -5.50%       | 48/48        | 129             | -6.00%          | 24.87%          |                 | [ 神 7 ]   | [ 明 8 ]   | [ 播 4 ]   | [ 加 6 ]   | [ 高 6 ]   | [ 姫 6 ]   |
| 2001(H13)  | 518          | 0.00%        | 48/48        | 118             | -8.51%          | 22.75%          |                 | [ 神 7 ]   | [ 明 9 ]   | [ 播 5 ]   | [ 加 6 ]   | [ 高 6 ]   | [ 姫 6 ]   |
| 2002(H14)  | 430          | -16.93%      | 48/48        | 101             | -13.95%         | 23.57%          |                 | [ 神 8 ]   | [ 明 9 ]   | [ 播 5 ]   | [ 加 6 ]   | [ 高 6 ]   | [ 姫 6 ]   |
| 2003(H15)  | 441          | 2.55%        | 48/48        | 110             | 8.11%           | 24.84%          |                 | [ 神 8 ]   | [ 明 9 ]   | [ 播 5 ]   | [ 加 6 ]   | [ 高 6 ]   | [ 姫 7 ]   |
| 2004(H16)  | 414          | -6.21%       | 49/49        | 112             | 2.50%           | 27.15%          |                 | [ 神 8 ]   | [ 明 9 ]   | [ 播 5 ]   | [ 加 6 ]   | [ 高 7 ]   | [ 姫 7 ]   |
| 2005(H17)  | 416          | 0.66%        | 49/49        | 104             | -7.32%          | 25.00%          |                 | [ 神 8 ]   | [ 明 9 ]   | [ 播 5 ]   | [ 加 7 ]   | [ 高 7 ]   | [ 姫 7 ]   |
| 2006(H18)  | 400          | -3.95%       | 49/49        | 101             | -2.63%          | 25.34%          |                 | [ 神 8 ]   | [ 明 10 ]  | [ 播 5 ]   | [ 加 7 ]   | [ 高 7 ]   | [ 姫 7 ]   |
| 2007(H19)  | 408          | 2.05%        | 49/49        | 101             | 0.00%           | 24.83%          |                 | [ 神 9 ]   | [ 明 10 ]  | [ 播 6 ]   | [ 加 7 ]   | [ 高 7 ]   | [ 姫 7 ]   |
| 2008(H20)  | 408          | 0.00%        | 49/49        | 96              | -5.41%          | 23.49%          |                 | [ 神 9 ]   | [ 明 10 ]  | [ 播 6 ]   | [ 加 7 ]   | [ 高 7 ]   | [ 姫 8 ]   |
| 2009(H21)  | 397          | -2.68%       | 49/49        | 96              | 0.00%           | 24.14%          |                 | [ 神 9 ]   | [ 明 10 ]  | [ 播 6 ]   | [ 加 7 ]   | [ 高 7 ]   | [ 姫 8 ]   |
| 2010(H22)  | 378          | -4.83%       | 49/49        | 96              | 0.00%           | 25.36%          |                 | [ 神 9 ]   | [ 明 10 ]  | [ 播 6 ]   | [ 加 8 ]   | [ 高 7 ]   | [ 姫 8 ]   |
| 2011(H23)  | 364          | -3.62%       | 49/49        | 99              | 2.86%           | 27.07%          |                 | [ 神 9 ]   | [ 明 11 ]  | [ 播 6 ]   | [ 加 8 ]   | [ 高 8 ]   | [ 姫 8 ]   |
| 2012(H24)  | 381          | 4.51%        | 49/49        | 96              | -2.78%          | 25.18%          |                 | [ 神 10 ]  | [ 明 11 ]  | [ 播 6 ]   | [ 加 8 ]   | [ 高 8 ]   | [ 姫 8 ]   |
| 2013(H25)  | 367          | -3.60%       | 49/49        | 101             | 5.71%           | 27.61%          |                 | [ 神 10 ]  | [ 明 11 ]  | [ 播 7 ]   | [ 加 8 ]   | [ 高 8 ]   | [ 姫 9 ]   |
| 2014(H26)  | 419          | 14.18%       | 49/49        | 121             | 18.92%          | 28.76%          |                 | [ 神 10 ]  | [ 明 11 ]  | [ 播 7 ]   | [ 加 9 ]   | [ 高 8 ]   | [ 姫 9 ]   |
| 2014(H26)  | 419          | 14.18%       | 49/49        | 121             | 18.92%          | 28.76%          |                 | [ 神 10 ]  | [ 明 11 ]  | [ 播 7 ]   | [ 加 10 ]  | [ 高 8 ]   | [ 姫 9 ]   |
| 2015(H27)  | 405          | -3.27%       | 49/49        | 112             | -6.82%          | 27.70%          |                 | [ 神 10 ]  | [ 明 11 ]  | [ 播 7 ]   | [ 加 10 ]  | [ 高 8 ]   | [ 姫 9 ]   |
| 2016(H28)  | 408          | 0.68%        | 49/49        | 112             | 0.00%           | 27.52%          |                 | [ 神 10 ]  | [ 明 12 ]  | [ 播 7 ]   | [ 加 10 ]  | [ 高 8 ]   | [ 姫 9 ]   |
| 2017(H29)  | 447          | 9.40%        | 49/49        | 112             | 0.00%           | 25.15%          | 49/49           | [ 神 11 ]  | [ 明 12 ]  | [ 播 7 ]   | [ 加 10 ]  | [ 高 8 ]   | [ 姫 9 ]   |
| 2018(H30)  | 367          | -17.79%      | 49/49        | 96              | -14.63%         | 26.12%          | 49/49           | [ 神 11 ]  | [ 明 12 ]  | [ 播 8 ]   | [ 加 10 ]  | [ 高 9 ]   | [ 姫 10 ]  |

#### 令和以降
| 令和以降  | 令和以降     | 令和以降     | 令和以降        | 令和以降        | 令和以降        | 令和以降 |
| 年度      | 乗車人員総数 | 乗車人員総数 | 内 定期利用者数 | 内 定期利用者数 | 内 定期利用者数 | 出典     |
| 年度      | 人/日        | 増減         | 人/日           | 増減            | 利用率          | 出典     |
| --------- | ------------ | ------------ | --------------- | --------------- | --------------- | -------- |
| 2019(R01) | 363          | -0.75%       | 90              | -5.71%          | 24.81%          | [ 神 1 ] |
| 2020(R02) | 247          | -32.33%      | 88              | -3.03%          | 35.56%          | [ 神 1 ] |
| 2021(R03) | 282          | 14.44%       | 93              | 6.25%           | 33.01%          | [ 神 1 ] |
| 2022(R04) | 342          | 21.36%       | 101             | 8.82%           | 29.60%          | [ 神 1 ] |

### 須磨浦ロープウェイ
1日あたりの乗車人員 552人（2022年度）。内訳は、乗車人員（上り利用客）が254人、降車人員（下り利用客）が298人である。

## 駅周辺
駅北側の鉢伏山（標高248 m）に向け、須磨浦ロープウェイが運行されている。なお、当駅と同じ須磨区内にある類似した名称の駅として、西日本旅客鉄道（JR西日本）山陽本線の須磨海浜公園駅が当駅から東へ3 kmほど離れた位置にある。
ちなみに、当駅と西隣の山陽塩屋駅との間で渡る境川は、旧国の摂津国・播磨国の境界を成すことからその名がある。
- 須磨浦山上遊園[1]
- 須磨浦公園[1]
- 旅館花月（旧・須磨観光ハウス）
- 須磨浦病院
- 老人ホーム須磨浦の里
- 神戸市立須磨海づり公園[1]
- みどりの塔
- 六甲全山縦走路起点
  - 鉢伏山 [1]
  - 鉄拐山
  - 須磨アルプス
- 鯖大師（震災後、須磨寺へ）
- 敦盛塚[1]
- 安徳天皇内裏跡伝説地
- 一の谷古戦場

## その他
- 第1回近畿の駅百選に選定されている。

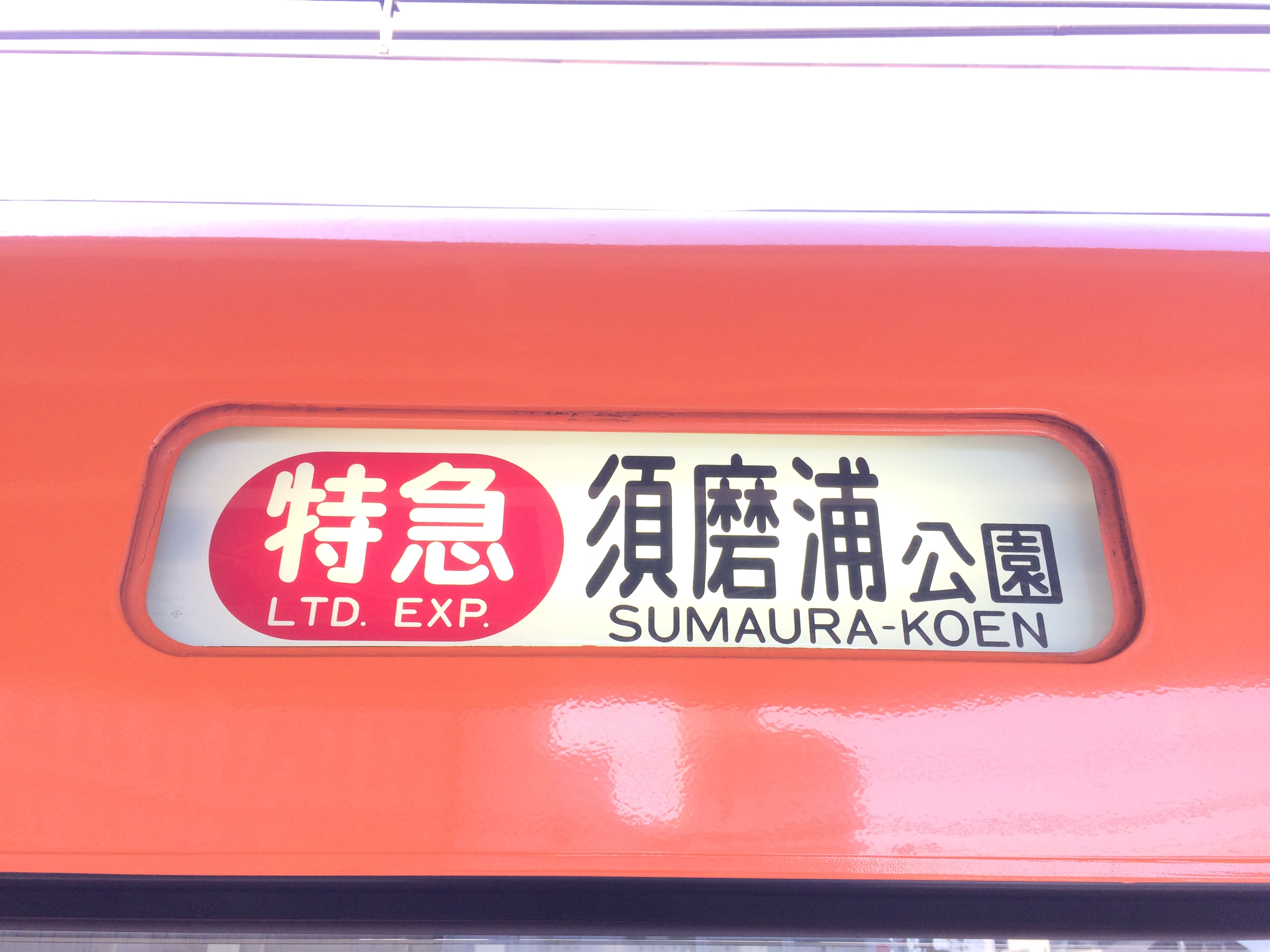
阪神9300系須磨浦公園行き先表示

- 1968年4月7日の神戸高速鉄道東西線開業日は桜の見頃（しかも日曜日）であったため、多くの乗客が当駅に押し寄せた。当時の毎日新聞の報道では当日は須磨浦公園駅行き乗車券の発売が一時中止されたり、下車しても出口を出るまでに1時間近くかかったという。当日は30万人あまりの乗客が押し寄せたといい、当駅では現在まで破られていない最高記録だとされる。
- 阪神電気鉄道の車両における「須磨浦公園」の行き先表示では、「須磨浦公園」と「公園」が小さく書かれる（8000系のうちいわゆる「新8000系」以降の黒地に白文字となった前面表示車両や、LED行先表示車両を除く）。
- 阪急神戸本線所属車両でも、当駅への乗り入れが無くなった後も長らく「須磨浦公園」表示は存置され、直通運転終了後に製造された9000系・1000系にも収録されていたが、2019年の大阪梅田駅への改称に伴う行き先表示の更新で削除され、「夙川」表示に差し替えられた。
- 大晦日から元日にかけて行う終夜運転では、例年当駅までとなっている（当駅 - 山陽姫路間及び網干線は実施せず）。ただし2000年から2001年にかけてのみ東二見駅まで実施されたほか、2020年以降は終夜運転を実施していない[7]。また、2013年の元旦には初日の出を見るために須磨浦ロープウェイが早朝から運行されたほか、特急の一部が臨時停車した[8]。
- 駅前にはタクシー乗り場の看板があるが、タクシーは休憩以外では止まっていないため利用するにはタクシー会社へ予約して来てもらう必要がある。
- 当駅は映画『メイン・テーマ』（1984年公開）のロケ地の1つとして使われている。

## 隣の駅
山陽電気鉄道
本線
■直通特急・■特急（平日朝の下り1本）・■S特急
通過（※直通特急は行楽シーズンの休日ダイヤ実施時の昼間時間帯と元旦に臨時停車する場合あり）
■特急（上記以外）
山陽須磨駅 (SY 06) - 須磨浦公園駅 (SY 07)
■普通
山陽須磨駅 (SY 06) - 須磨浦公園駅 (SY 07) - 山陽塩屋駅 (SY 08)
須磨浦ロープウェイ
須磨浦公園駅 - 鉢伏山上駅